# Miner riberenc fumat
El miner riberenc fumat (Cinclodes antarcticus) és una espècie d'ocell de la família dels furnàrids (Furnariidae) que habita platges rocoses de l'extrem sud de Xile i de l'Argentina, sud de la Terra del Foc i algunes illes properes.

## Taxonomia
Segons Handbook of the Birds of the World and BirdLife International Digital Checklist of the Birds of the World (versió 5, 2020) aquesta espècie són en realitat dues:
- Cinclodes antarcticus (sensu stricto) – miner riberenc fumat.[1]
- Cinclodes maculirostris – miner riberenc negrós.[2]